# Курятников, Наиль Хабибулович
Наиль Хабибулович Курятников (9 апреля 1959, Ростов-на-Дону, СССР) — советский футболист, защитник. Мастер спорта СССР (1981).

## Биография
Воспитанник РОШИСП-10 (республиканской общеобразовательной школы-интерната со спортивным уклоном), Ростов-на-Дону. В 1976—1977 годах играл в команде второй лиги «Ростсельмаш», в 1978 — в «Торпедо» Таганрог. В 1979 году перешёл в ростовский СКА, в составе которого за три сезона провёл в высшей лиге 35 матчей, забил 2 мяча. Обладатель Кубка СССР 1981. В 1982 году провёл 28 игр, забил два мяча за «Ростсельмаш». 1983 год отыграл в первой лиге в составе кировского «Динамо», сыграл одну игру за дубль «Динамо» Москва. В 1984 году провёл 15 игр в высшей лиге за ростовский СКА. В дальнейшем играл за команды низших лиг «Кузбасс» Кемерово (1985—1987), «Атоммаш» Волгодонск (1987—1988), «Металлург» Старый Оскол (1990), «Старт» Ейск (1991), «Шахтёр» Шахты (1991—1992). В сезоне 1992/93 играл за команду украинской переходной лиги «Прометей» Шахтёрск. Играл за любительские клубы «Колос» Павловская (1995), СКИФ Ростов-на-Дону (1995), «Интер» Ростов-на-Дону (1996). Сейчас живёт в Ростове-на-Дону.